# Linslade
Linslade – miasto w Anglii, w hrabstwie ceremonialnym Bedfordshire, w dystrykcie (unitary authority) Central Bedfordshire. Populacja (2007) – 21 590.